# Aeroportul Chicago Executive
Aeroportul Chicago Executive (IATA: PWK, ICAO: KPWK, FAA LID: PWK) este un aeroport din Illinois, Statele Unite ale Americii ce deservește zona Chicago. Aeroportul a fost tranzitat în 2019 de 1.764 de pasageri. A fost numit după zona deservită.
Situat la o altitudine de 197 m, aeroportul dispune de 3 piste.

## Infrastructură

### Piste
Aeroportul dispune de 3 piste: 
- pista 06/24 din asfalt, cu dimensiunile 3.677 picioare × 50 picioare
- pista 12/30 din asfalt, cu dimensiunile 4.415 picioare × 75 picioare
- pista 16/34 din asfalt, cu dimensiunile 5.001 picioare × 150 picioare